# Lipník (district de Třebíč)
Pour les articles homonymes, voir Lipník.
Lipník (en allemand : Lipnik) est une commune du district de Třebíč, dans la région de Vysočina, en République tchèque. Sa population s'élevait à 393 habitants en 2020.

## Géographie
Lipník se trouve à 7 km au nord-est du centre de Jaroměřice nad Rokytnou, à 9,3 km au sud-est de Třebíč, à 38 km au sud-est de Jihlava et à 152 km au sud-est de Prague.
La commune est limitée par Klučov au nord, par Dolní Vilémovice au nord-est, par Zárubice à l'est, par Myslibořice au sud, et par Jaroměřice nad Rokytnou au sud et à l'ouest, et par Ostašov à l'ouest.

## Histoire
La première mention écrite de la localité date de 1408.

## Transports
Par la route, Lipník se trouve à 8 km de Jaroměřice nad Rokytnou, à 11,5 km de Třebíč, à 45 km de Jihlava et à 177 km de Prague.